# Listă de bănci istorice din România

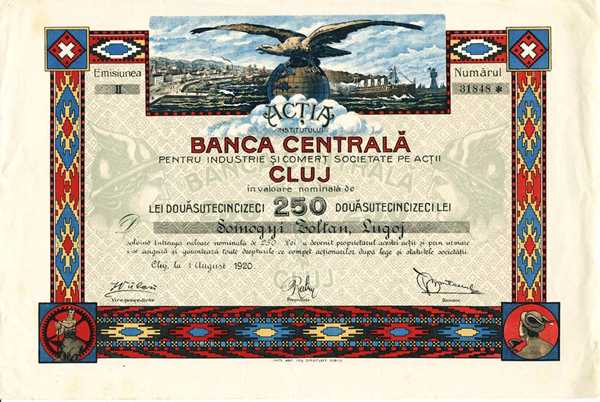
Acțiune emisă de Banca Centrală din Cluj în 1920

Aceasta este o listă, în ordine alfabetică, de bănci care au existat de-a lungul timpului în România.

## Banat

### Caraș-Severin
- Banca Bocșana, Bocșa (Bocșa-Montană)
- Prima Casă de Păstrare din Caransebeș, Caransebeș
- Banca Orăvițana, Oravița
- Banca "Sebeșana", Caransebeș
- Banca Zlagneana, Zlagna
- Casa Muncitorească Recițană, Reșița
- Noua Casă  Caransebeșeană de Păstrare, Caransebeș
- "Banca Poporală", institutul de economii și credit, Caransebeș
- Casa de Păstrare "Severineana", Caransebeș
- Banca de comerț și industrie, Caransebeș
- Prima Casă de Păstrare din Orșova, Orșova

### Timiș

#### Timișoara
- Banca de Arendare și Parcelare
- Banca Agrară Timișană
- Banca Banatului
- Banca Centrală Șvăbească
- Banca Comercială și Industrială Șvăbească
- Banca Economică
- Banca Eisenring
- Banca Imobiliară și Intreprindere de Construcții
- Banca Merczyfalvai
- Banca Populară din Timișoara-Iosefin, (Iosefin)
- Banca de Scont
- Banca Timișiană (fondată 1885, cu filiale în
- Banca Timișoarei (și Societate Comercială pe acții)
- Cassa de Economie Comunală
- Cassa de Păstrare Agrară a Timișului
- Cassa de Păstrare Cetățenească
- Cassa de Păstrare Sârbească
- Cassa de Păstrare Timișoreană-Elisabetin, (Elisabetin)
- Centrala Soc. Coop. de Credit Raiffeisen
- "Hermes" Bancă și Intreprindere Comercială
- Institutul de Credit și Economii Timișoara-Fabrică, (Fabric)
- Prima Casă de Păstrare din Timișoara
- "Timișana", Institut de Credit și Economii
- "Union" Bancă și Cassă de Schimb

#### Altele
- Banca Caraș-Severinului, Lugoj
- Banca Ciacova, Ciacova
- Banca Comercială din Variaș, Variaș
- Banca Comloșană, Comloș
- Banca Făgețana, Făget
- Banca Poporală în Beșenova-Nouă, Beșenova Nouă (Dudeștii Noi)
- Casa de Păstrare din Sânnicolau Mare, Sânnicolau Mare
- Creditul Bănățan, Lugoj
- "Lugoșana", Lugoj, (fondat 1889)

## Bănia
- Banca Comerțului, (1898) Craiova
- Banca Comercială din Turnu Severin, Turnu Severin
- Banca Comercianților și Industriașilor, Turnu Severin
- Banca Doljului, Calafat
- Banca Mehedințului, Turnu Severin
- Banca Negustorească din Olt, Slatina
- Banca Olteniei, Craiova
- Banca Populară "Gilortul", Novaci
- Banca Târgujiului. Târgu Jiu
- Banca Calafatului Calafat

## București
- Banca Agricolă (1894)
- Banca de Agricultură și Export
- Banca Agronomilor
- Banca Anglo-Română
- Banca K. Berkowitz (1903)
- Banca București (1875)
- Banca Capitalei
- Banca Centrală
- Banca Cerealiștilor
- Banca Chrissoveloni (1920)   [1]
- Banca Comercială Italo-Română (1920)
- Banca Comercială Română
- Banca Continentală
- Banca de Control a Industriei și Comerțului
- Banca de Credit Popular
- Banca de Credit Român (1904)
- Banca Creditul Rural
- Banca Creitul Social
- Banca Creditul Țărănesc
- Banca Dacia-Traina
- Banca Danubiana
- Banca Dichiu
- Banca Elvețiană
- Banca Farmagiștilor din România
- Banca Federală Ilfov
- Banca Fortuna
- Banca Foștilor Luptători
- Banca Franco-Română (1914)
- Banca Generală de Credit, Economie și Depuneri
- Banca Generală a Țării Românești (1897)
- Banca Generală Română
- Banca Grânarilor
- Banca Grivița
- Banca Hagi-Moscu
- Banca Ilfov
- Banca Industrială
- Banca de Incaso și Comerț "Titlu"
- Banca Marmorosch Blank
- Banca Minelor
- Banca Națională a României
- Banca Națiunei
- Banca Negustorească a României
- Banca Poporului din București
- Banca Românească (1910)
- Banca Românului "Roman"
- Banca Salariaților Publici
- Banca de Scont a României (1898)
- Banca Sovieto-Română
- Banca Sporul Muncei
- Banca Țărănească
- Banca Urbană
- Banca Voluntarilor
- Banca Vultur
- Bank of Roumania Ltd. (1865)
- Casa Autonomă a Monopolurilor Regatului României
- Casa de Efecte și Lombard
- Casa Rurală
- Creditul Agricol Ipotecar a României
- Creditul Carbonifer
- Casa de Economii și Consemnațiuni
- Creditul Județean și Comunal
- Casa de Credite, Economii și Ajutor a Corpului Silvic
- Creditul Extern
- Creditul pentru Intreprinderi Electrice
- Creditul Tehnic
- Prima Societate de Credit Funciar Român
- Prima Societate Civilă de Credit Funciar Rural
- Societatea Anonimă de Financiare
- Societatea Creditului Funciar Urban
- Societatea Națională de Credit Industrial

## Crișana și Maramureș
- Banca Arad, Arad
- Banca Bihoreana, Oradea(Oradea-Mare)
- Banca și Casa de Economie Fuzionată, Oradea
- Banca Comercială Baia-Mare, Baia Mare
- Banca Gloria, Lipova
- Banca Lăpușana, Lăpuș
- Banca Maramureșeană, Sighetu Marmației
- Banca Măgureana, Baia Sprie
- Banca Nădlacă, Nădlac
- Banca Poporală din Bihor, Oradea
- Banca Sătmăreană, Seini
- Banca Târgul Lăpușului, Lăpuș
- Banca Victoria, Arad
- Banca Vișeul de Sus, Vișeu de Sus
- Banca Vulturul, Tășnad
- Casa de Păstrare din Nădlac, Nădlac
- Casa de Păstrare a Județului Bihor, Oradea
- Casa Noastră pentru Bancă, Comerț și Industrie, Satu Mare
- Cooperativa Generală Economică a Salariaților Sindicalizați, Oradea

## Dobrogea
- Banca Comerțului, Constanța
- Banca Dunărea, Tulcea
- Banca Industriilor și Meseriilor Dobrogene, Constanța
- Banca de Scont, Constanța

## Moldova
- Banca Adjudului, Adjud
- Banca Casa Țărănească, Tecuci
- Banca Covurlui, Galați
- Banca "Creditul marunt", Focșani
- Banca Dacia, Iași
- Banca Dealul Coteștilor, Cotești, Vrancea
- Banca "Economia din Focșani", Focșani
- Banca "Focșani", Focșani
- Banca Frăția, Focșani
- Banca Galaților, Galați
- Banca Iașilor, Iași
- Banca Kirmaier&Co., Focșani
- Banca Milcov, Focșani
- Banca Moldovei de Jos din Bârlad, Bârlad
- Banca Oituzului, Oituz
- Banca Petrodava, Piatra Neamț
- Banca Pieței din Bârlad, Bârlad
- Banca Populară "Deșteptarea", Bârlad
- Banca Prevederea, Tecuci
- Banca Sindicatului Agricol Tecuciu, Tecuci
- Banca Suceava, Suceava
- Banca Sucevei din Fălticeni, Fălticeni
- Banca Tecuciului, Tecuci
- Banca Unirea, Vaslui
- Banca Uniunea Română, Iași
- Banca Viticolă Odobești, Odobești
- Casa de Credit a Agricultorilor, Putna
- Creditul Urban Român din Iași, Iași

## Muntenia
- Banca Agrară și Comercială Oltenița, Oltenița
- Banca Brăila, Brăila
- Banca Cercului Comercial și Industrial Roșiori, Roșiori
- Banca Comercială Cerna, Măciuca, Vâlcea
- Banca "Danubiana", Brăila
- Banca I.D.Oțeleanu, Brăila
- Banca Mizilului, Mizil
- Banca Muscelului, Câmpulung-Muscel
- Banca Populară din Pitești, Pitești
- Banca Populară Titu, Titu (1902)
- Banca Progresul din Mizil, Mizil
- Banca Sindicatului Agricol Brăila, Brăila
- Banca Sindicatului Agricol și Viticol de Prahova, Prahova
- Casa Partidului Național-Liberal, Turnu Măgurele
- Societatea cooperativă de credit, economie, cultură și filantropie , Bușteni

## Transilvania

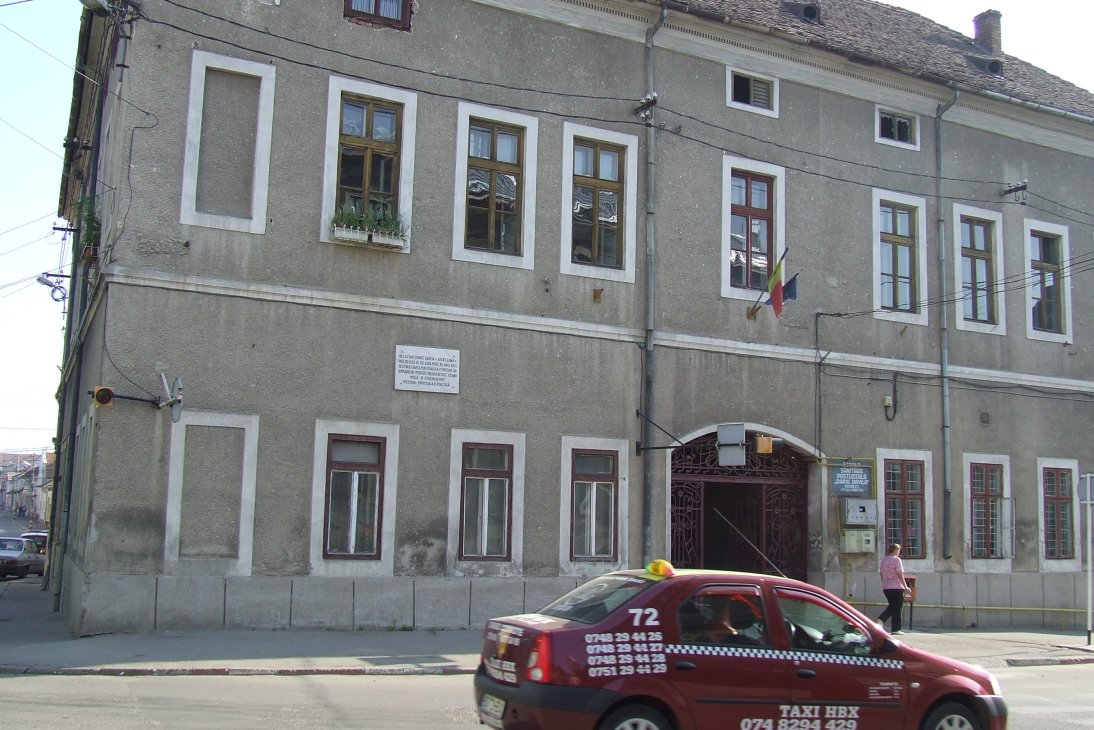
Fosta clădire a Băncii Ardeleana, din Orăștie

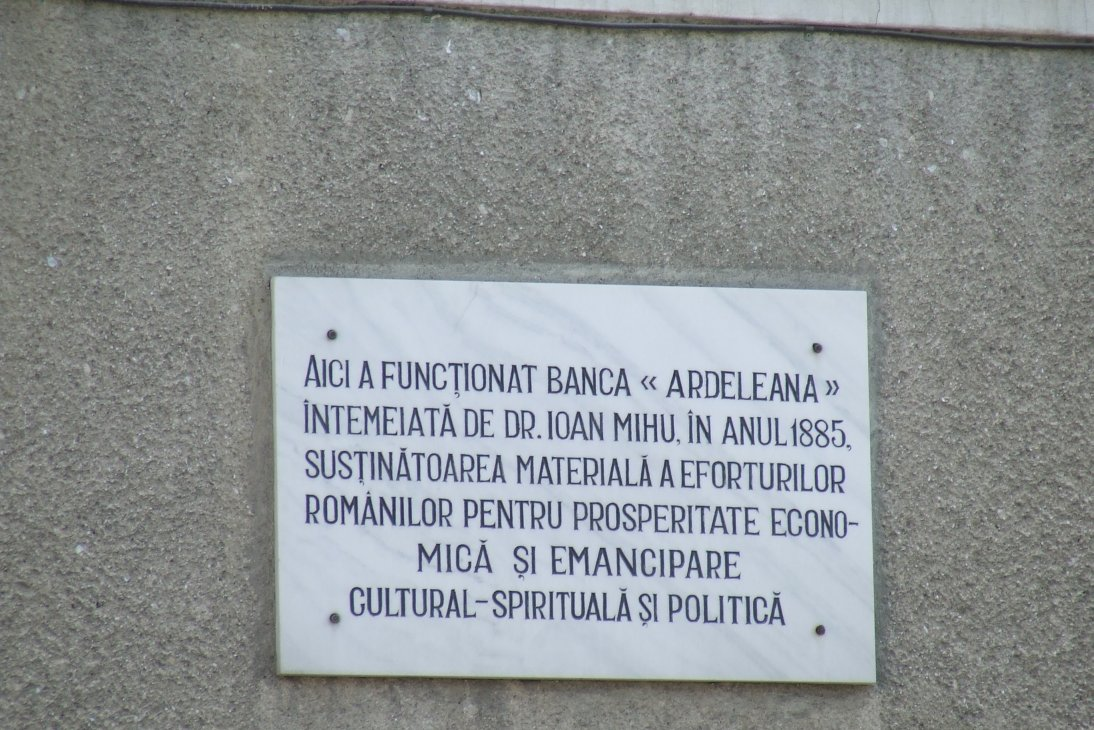
Plăcuță comemorativă pe fostul sediu al Băncii Ardeleana din Orăștie

- Banca Agrară, Cluj(1919-1951)
- Banca de Agricultură și Casa de Păstrare, Cluj
- Banca Ajutorul, Șeica Mare
- Banca Albina, Sibiu
- Banca Albina, Brașov
- Banca "Americana", Sibiu
- Banca Andreiană, Rășinari
- Banca "Ardeleana", Cluj (1919-1948)
- Banca din Barót (Baraolt)
- Banca Economică din Brașov
- Banca Centrală Cluj
- Banca Centrală pentru Industrie și Comerț, Cluj (1887-1950)
- Banca Cetatea, Brașov
- Banca Comercială Ardeleană Cluj 1941-1951
- Banca Comercială și Industrială din Valea Târnavei, Târnăveni
- Banca Comerțului Turda, Turda
- Banca Învățătorilor, Cluj
- Banca de Credit din Dej, Dej
- Banca Furnica, Făgăraș
- Banca Fuzionată pentru Ajutor și Păstrare, Turda
- Banca Goronul, Aiud
- Banca Generală de Economii din Sibiu, Sibiu
- Banca Hermannstadt, Hermannstadt (Sibiu)
- Banca Hermannstädter din Sibiu
- Banca Kolozsvári, Cluj
- Banca "Mielul", Poiana Sibiului
- Banca Mureșană, Reghin
- Banca Patria, Blaj
- Banca Poporală, Dej
- Banca Poporală de Agricultură, Beclean
- Banca Poporul, Săliște
- Banca Răureană, Mănăștur
- Banca Română Sebeșană, Alba Iulia
- Banca Românească din Valea Someșului, Dej
- Banca de Scont și Schimb din Ardeal, Cluj
- Banca Silvania, Șimleul-Silvaniei
- Banca Someșană, Dej
- Banca Transilvania, Cluj
- Banca Țibleșana, Dej
- Banca Vatra, Cluj
- Banca Vlădeasa, Huedin
- Casa Generală de Economii Brașov, Brașov
- Casa de Păstrare din Gherla, Gherla
- Casa de Păstrare din Suplac, Suplac
- Creditul Transilvănean, Sibiu
- Institutul de Credit și Economii "Economul", Cluj (1886-1948)
- Prima Casă de Pastrare din Barót (Baraolt)
- Uniunea Bancară din Ardeal, Cluj
- Societatea de Păstrare și Împrumut, Rășinari (1867)

## Altele
- Banca Akerman, Cetatea Albă
- Banca Frații Kepich
- Banca Caliacra, Bazargic
- Banca Carpaților
- Banca Comerțului, Bălcești
- Banca Ion C. Brătianu
- Banca Luceafărul, Verșeț
- Banca Meseriasul Roman
- Banca S. Moschowitz
- Banca Viticolă a României

### Cadrilater
- Banca Cadrilaterului Turtucaia, Turtucaia
- Banca Durostorului, Silistra
- Banca Saedinenie, Balcic

### Bucovina
- Banca Bucovineana de Nord, Cernauti
- Banca Industro-Agricola, Cernauti
- Banca de Agricultura Bucovineana, Cernauti

## Basarabia

### jud. Cetatea Alba
- Banca de Comert si Industrie, Tarutino
- Banca de Agricultura, Comert, Industrie si Ipoteca, Cleastita
- Banca de Agricultura, Comert, Industrie si Ipoteca, Mannsburg
- Banca de Agricultura, Comert si Industrie din Cetatea Alba, Cetatea Alba

### jud. Hotin
- Banca Sfatului Negustoresc "Briceni", Briceni
- Banca Comerciala "Noua Sulita", Noua-Sulita
- Banca Taranilor din Basarabia, Hotin

### jud. Ismail
- Banca Dunarii de Jos, Ismail

### jud. Cahul
- Banca Cahul, Cahul

### jud. Bălți
- Banca de Credit a Agricultorilor din jud. Bălți, Bălți
- Banca Țărănească, Bălți
- Banca de Credit și Lombard, Bălți
- Banca Agricolă, Fălești

### jud. Tighina
- Casa de Credit a Agricultorilor din jud. Tighina, Tighina

### jud. Soroca
- Banca Soroca, Soroca

### jud. Orhei
- Banca Orheiului, Orhei
- Casa de Credit a Agricultorilor din jud. Orhei, Orhei

### jud. Lăpușna
- Uniunea Cooperativelor Izrailite din Basarabia, Chișinău
- Banca Clerului Ortodox din Basarabia, Chișinău
- Banca Centrala din Basarabia, Chișinău
- Banca jud. Chișinău, Chișinău
- Banca Sfatului Negustoresc, Chișinău
- Banca Basarabia, Chișinău
- Banca de Comert si Industrie a Basarabiei, Chișinău
- Casa de Credit a Agricultorilor, Chișinău